# コンデュイット
コンデュイット (Conduit、2005年3月23日 - 2020年6月17日) は、イギリスの競走馬・種牡馬である。2008年のセントレジャーステークス、ブリーダーズカップ・ターフ、2009年のキングジョージ6世&クイーンエリザベスステークス、ブリーダーズカップ・ターフを制した。

## 経歴

### 2007年
2007年8月にデビューし、初勝利に3戦を要しそのまま2歳シーズンを終える。

### 2008年
2008年は6月に2勝目を挙げると、同月に行われたG2競走キングエドワード7世ステークスで2着と好走し、翌月にはG3競走ゴードンステークスを僅差ながら勝利する。続いて、三冠最終戦セントレジャーステークスに出走し、5番人気ながら早めに抜け出すと、後続を寄せ付けずに3馬身差の快勝。さらにブリーダーズカップ・ターフも快勝し、史上はじめてセントレジャーの勝ち馬がBCターフを制した。同年のエクリプス賞最優秀芝牡馬を受賞した。

### 2009年
休養を終えて4歳緒戦は5月のブリガディアジェラードステークス (G3)から始動したが、チマデトリオンフのハナ差の2着に敗れた。続く7月4日のエクリプスステークスでは二冠馬シーザスターズの3着だった。そして7月25日のキングジョージ6世&クイーンエリザベスステークスでは1番人気に支持され、レースでは2着のタータンベアラーに1馬身3/4差をつけ優勝、G1・3勝目を挙げた。その後、ぶっつけで凱旋門賞に挑んだがシーザスターズの4着に敗れた。
凱旋門賞後の10月29日、翌2010年から日本のビッグレッドファームで種牡馬となることが発表された。その後、ブリーダーズカップ・ターフでは道中最後方追走から徐々に進出すると、大逃げを打ったプレシャスパッションをゴール前で交わして優勝、史上2頭目の連覇を飾った。引退レースとなったジャパンカップでは同年キングジョージ6世&クイーンエリザベスステークス・BCターフの覇者の参戦ということで大いに注目が集まった。人気もウオッカ、オウケンブルースリに次ぐ3番人気となった。道中はやや後方待機で直線で追い上げるも、ウオッカ、オウケンブルースリをとらえられず、レッドディザイアに交わされ4着に敗れた。

### 競走成績
| 出走日         | 競馬場               | 競走名                  | 格 | 距離      | 着順 | 騎手         | 着差      | 1着（2着）馬       |
| -------------- | -------------------- | ----------------------- | -- | --------- | ---- | ------------ | --------- | ------------------ |
| 2007年08月10日 | ニューマーケット     | メイドン                |    | 芝7f      | 7着  | R.ムーア     | 2 3/4馬身 | Tanweer            |
| 2007年08月29日 | ケンプトン           | メイドン                |    | AW8f      | 3着  | R.ムーア     | 2 1/2馬身 | City of the Kings  |
| 2007年09月22日 | ウルヴァーハンプトン | メイドン                |    | AW8f141y  | 1着  | J.スペンサー | 3/4馬身   | (Oberlin)          |
| 2008年04月25日 | サンダウン           | ハンデキャップ競走      |    | 芝10f7y   | 3着  | R.ムーア     | 2 1/2馬身 | Colony             |
| 2008年06月07日 | エプソム             | ヘリテージH             |    | 芝10f18y  | 1着  | R.ムーア     | 6馬身     | (Ramona Chase)     |
| 2008年06月20日 | アスコット           | キングエドワードVIIS    | G2 | 芝12f     | 2着  | R.ムーア     | 3/4馬身   | Campanologist      |
| 2008年07月29日 | グッドウッド         | ゴードンS               | G3 | 芝12f     | 1着  | R.ムーア     | アタマ    | (Donegal)          |
| 2008年09月13日 | ドンカスター         | セントレジャーS         | G1 | 芝14f132y | 1着  | L.デットーリ | 3馬身     | (Unsung Heroine)   |
| 2008年10月25日 | サンタアニタ         | BCターフ                | G1 | 芝12f     | 1着  | R.ムーア     | 1 1/2馬身 | (Eagle Mountain)   |
| 2009年05月28日 | サンダウン           | ブリガディアジェラードS | G3 | 芝10f7y   | 2着  | R.ムーア     | ハナ      | Cima de Triomphe   |
| 2009年07月04日 | サンダウン           | エクリプスS             | G1 | 芝10f7y   | 3着  | R.ムーア     | 5 1/2馬身 | Sea the Stars      |
| 2009年07月25日 | アスコット           | KGVI&QES                | G1 | 芝12f     | 1着  | R.ムーア     | 1 3/4馬身 | (Tartan Bearer)    |
| 2009年10月04日 | ロンシャン           | 凱旋門賞                | G1 | 芝2400m   | 4着  | R.ムーア     | 1 3/4馬身 | Sea the Stars      |
| 2009年11月07日 | サンタアニタパーク   | BCターフ                | G1 | 芝12f     | 1着  | R.ムーア     | 1/2馬身   | (Precious Passion) |
| 2009年11月29日 | 東京                 | ジャパンカップ          | GI | 芝2400m   | 4着  | R.ムーア     | 2 3/4馬身 | ウオッカ           |

## 種牡馬時代
現役引退後は予定通りビッグレッドファームで種牡馬活動に入ったが、2013年よりデビューした産駒の活躍は思わしくなく、中央競馬では東京ジャンプステークスを制したシンキングダンサー以外は、下級条件馬を数頭出す程度の成績に留まった。6年間の種牡馬生活で送り出した競走馬のうち、137頭が勝ち上がりを決めていた。2015年に北アイルランドからの譲渡オファーに応じて輸出され、ダウン県のタリーレーンハウススタッドに繋養された。
2020年6月17日、コンデュイットは急性の脳損傷が原因で死亡、15歳であった。

### おもな産駒
- 2013年産
  - シンキングダンサー（東京ジャンプステークス）[7]
- 2014年産
  - メドゥシアナ（若鮎賞）[8]
  - ソッサスブレイ（東京湾カップ）[9]

## 血統表
| コンデュイット (Conduit)の血統      | コンデュイット (Conduit)の血統                      | コンデュイット (Conduit)の血統                      | （血統表の出典）                                    | （血統表の出典）    |
| 父系                                | ミルリーフ系（ネヴァーベンド系）                    | ミルリーフ系（ネヴァーベンド系）                    | ミルリーフ系（ネヴァーベンド系）                    | [ § 2 ]             |
| 父 Dalakhani 2000 芦毛 アイルランド | 父の父Darshaan 1981 鹿毛 イギリス                   | Shirley Heights                                     | Mill Reef                                           | Mill Reef           |
| 父 Dalakhani 2000 芦毛 アイルランド | 父の父Darshaan 1981 鹿毛 イギリス                   | Shirley Heights                                     | Hardiemma                                           |                     |
| 父 Dalakhani 2000 芦毛 アイルランド | 父の父Darshaan 1981 鹿毛 イギリス                   | Delsy                                               | Abdos                                               | Abdos               |
| 父 Dalakhani 2000 芦毛 アイルランド | 父の父Darshaan 1981 鹿毛 イギリス                   | Delsy                                               | Kelty                                               |                     |
| 父 Dalakhani 2000 芦毛 アイルランド | 父の母Daltawa 1989 芦毛 アイルランド                | Miswaki                                             | Mr. Prospector                                      | Mr. Prospector      |
| 父 Dalakhani 2000 芦毛 アイルランド | 父の母Daltawa 1989 芦毛 アイルランド                | Miswaki                                             | Hopespringseternal                                  |                     |
| 父 Dalakhani 2000 芦毛 アイルランド | 父の母Daltawa 1989 芦毛 アイルランド                | Damana                                              | *クリスタルパレス                                   | *クリスタルパレス   |
| 父 Dalakhani 2000 芦毛 アイルランド | 父の母Daltawa 1989 芦毛 アイルランド                | Damana                                              | Denia                                               |                     |
| 母 Well Head 1989 鹿毛 アイルランド | 母の父Sadler's Wells 1981 鹿毛 アメリカ             | Northern Dancer                                     | Nearctic                                            | Nearctic            |
| 母 Well Head 1989 鹿毛 アイルランド | 母の父Sadler's Wells 1981 鹿毛 アメリカ             | Northern Dancer                                     | Natalma                                             |                     |
| 母 Well Head 1989 鹿毛 アイルランド | 母の父Sadler's Wells 1981 鹿毛 アメリカ             | Fairy Bridge                                        | Bold Reason                                         | Bold Reason         |
| 母 Well Head 1989 鹿毛 アイルランド | 母の父Sadler's Wells 1981 鹿毛 アメリカ             | Fairy Bridge                                        | Special                                             |                     |
| 母 Well Head 1989 鹿毛 アイルランド | 母の母River Dancer 1983 鹿毛 アイルランド           | Irish River                                         | Riverman                                            | Riverman            |
| 母 Well Head 1989 鹿毛 アイルランド | 母の母River Dancer 1983 鹿毛 アイルランド           | Irish River                                         | Irish Star                                          |                     |
| 母 Well Head 1989 鹿毛 アイルランド | 母の母River Dancer 1983 鹿毛 アイルランド           | Dancing Shadow                                      | *ダンサーズイメージ                                 | *ダンサーズイメージ |
| 母 Well Head 1989 鹿毛 アイルランド | 母の母River Dancer 1983 鹿毛 アイルランド           | Dancing Shadow                                      | Sunny Valley F-No.1-l                               |                     |
| 母系(F-No.)                         | 1号族(FN:1-l)                                       | 1号族(FN:1-l)                                       | 1号族(FN:1-l)                                       | [ § 3 ]             |
| 5代内の近親交配                     | Never Bend5×5=6.25%、Native Dancer5×5=6.25%（母内） | Never Bend5×5=6.25%、Native Dancer5×5=6.25%（母内） | Never Bend5×5=6.25%、Native Dancer5×5=6.25%（母内） | [ § 4 ]             |
| 出典                                | 1. 2. 3. 4.                                         | 1. 2. 3. 4.                                         | 1. 2. 3. 4.                                         | 1. 2. 3. 4.         |

### 近親など
- 祖母River Dancerの産駒にSpectrum（愛2000ギニー、チャンピオンステークス）、Ballet Shoes（愛オークスなどGI3勝したPetrushkaの母）、Ploy（伊2000ギニー勝ち馬Poliutoの母）がいる。
- 3代母Dancing Shadowの子孫には英セントレジャーを勝ったMillenary、毎日杯を勝ったミュゼエイリアンがいる。
- 4代母Sunny Valleyの産駒にサドラーズホール（コロネーションカップ、種牡馬）、Sun Princess（英オークス、英セントレジャー）がいる。
  - Sun Princessの産駒にはPrince of Dance（デューハーストステークス）、Princely Venture（スコティッシュダービー）、バレークイーンがいる。
- 上記のSunny ValleyやSun Princess、バレークイーンから日本でも母系が広がっており、近親には以下の馬がいる。
  - フサイチコンコルド（日本ダービー）
  - ボーンキング（京成杯）
  - アンライバルド（皐月賞）
  - リンカーン（阪神大賞典、京都大賞典、日経賞）
  - ヴィクトリー（皐月賞）
  - エリンバード（伊1000ギニー、繁殖牝馬として本邦輸入）
  - アドマイヤホープ（全日本2歳優駿、北海道2歳優駿）
  - アドマイヤフジ（日経新春杯、中山金杯）
- 詳細はバレークイーン#その他の近親を参照。